# Il libro di Alice
Il libro di Alice è una raccolta di racconti e poesie scritta da Alice Sturiale (Firenze, 18 novembre 1983 – Firenze, 20 febbraio 1996), bambina affetta da atrofia muscolare spinale deceduta all'età di dodici anni.
L'opera – curata dai genitori di Alice e pubblicata postuma, in collaborazione con la poetessa Mariella Bettarini – è stata caratterizzata da un inaspettato quanto straordinario successo di pubblico, rendendolo uno dei libri più acquistati in Italia nel 1997 e pubblicato anche all'estero. Le tematiche della raccolta sono state elogiate da Susanna Tamaro e Mario Luzi per il loro messaggio di speranza e per la propria profondità.

## Trama
(Handicap, luglio 1995)
Il libro di Alice affronta numerosi temi e argomenti, tutti visti dalla singolare e sincera prospettiva della giovane autrice; tra i tanti: l'amore per la letteratura; la passione per i viaggi e per la natura; il rapporto con Dio e con la religione cattolica; l'accettazione positiva della propria disabilità; l'affetto dei genitori e degli amici.
L'opera è suddivisa in quattro parti: la prima contiene componimenti brevi e racconti – alcuni di fantasia, altri ispirati dalla vita di tutti i giorni – oltre che varie riflessioni sul mondo e sui propri sentimenti; la seconda parte tratta l'amore della bambina per la lettura, mentre la terza è dedicata alle poesie da lei scritte. Nella quarta e ultima parte viene raccontata la storia di Alice, il suo legame con il gruppo degli scout, le quattro operazioni conseguenti alla malattia e, infine, la sua morte, avvenuta mentre si trovava a scuola; alla narrazione sono unite le testimonianze e i ricordi di coloro che hanno conosciuto la bambina e il suo carattere allegro e volitivo.

## Accoglienza

### Genesi dell'opera
L'opera inizialmente nasce come ricordo per gli amici e i conoscenti di Alice: i genitori della bambina – Leonardo, giornalista presso La Nazione e Marta, neuropsichiatra – si sono così rivolti alla poetessa Mariella Bettarini per avere un aiuto nella selezione del materiale; la stessa curatrice, all'interno di un'introduzione scritta per l'edizione Super Pocket della Rizzoli, ricorda di essersi occupata «con grande amore» di un libro che «è nato perché doveva nascere, [...] per il bene di molti: per addolcire gli amari e rafforzare i fragili», poiché «le parole di Alice sono una strada bella, sono un bagno di mare, sono "piccoli principi"».
I genitori di Alice ricordano che «tutti sapevano che Alice scriveva poesie: gli amici, gli insegnanti i conoscenti; [...] abbiamo pensato di farne un libro come un dovere. Non per dipingere un santino, ma perché Alice continuasse ad andare per conto suo, con quelle gambe che avevamo cercato di darle e che ha finalmente trovato». Sebbene l'idea iniziale fosse pubblicare il libro prima del termine dell'anno scolastico, le tempistiche si allungarono a causa del rifiuto dei due editori a cui si erano rivolti: Einaudi e Giunti: i genitori decisero quindi di rivolgersi al piccolo editore fiorentino Polistampa, che ne accettò la pubblicazione considerandolo il titolare Mauro Pagliai un «libro verità».

### Accoglienza
Il libro di Alice è stato un vero e proprio «caso editoriale», dal successo completamente inaspettato e causato principalmente – oltre che dalle tematiche dell'opera e dalla peculiarità dell'autrice – dal passaparola, che si sparse rapidamente in primo luogo per tutta la Toscana, e poi per il resto d'Italia: pochi mesi dopo la pubblicazione il libro aveva già raggiunto la quarta ristampa, per un totale di oltre ventiduemila copie vendute, tanto da portare i genitori – per gestire il denaro ricavato dai diritti – a fondare Associazione Alice, organizzazione con lo scopo di aiutare i bambini nelle medesime condizioni della loro figlia. A partire dall'anno seguente, i diritti sono stati acquisiti da Rizzoli, che curò diverse edizioni e operò una distribuzione massiva, tale che al termine del 1997 Il libro di Alice era stato uno dei titoli più venduti nella penisola in quell'anno; nel 2001 aveva venduto più di centomila copie, venendo classificato tra i best seller.
Il volume è stato selezionato in numerosi premi letterari: nel caso del Rapallo-Carige è stato creato «un premio speciale, non previsto nel bando» da dedicare ad Alice; nel festival Procida Ragazzi è stato invece selezionato finalista da una giuria presieduta dalla scrittrice Dacia Maraini, insieme a Caterina dei briganti di Francesco Costa e Storia di una gabbianella e del gatto che le insegnò a volare di Luis Sepulveda. L'associazione fiorentina Giglio Amico premiò invece nel 1996 Alice Sturiale e la sua opera con la seguente motivazione: «Per aver colorato la sua vita di felicità e per averla sparsa su tutti. Per aver trasformato il suo vivere su una sedia a rotelle in un volo senza limiti verso ogni luce. Per aver riversato pienamente sé stessa, le sue passioni, le sue sensibilità e i suoi sentimenti in pagine di una testimonianza profonda e illuminante, che ci accompagnerà sempre».
Il libro di Alice è stato tradotto in varie lingue, tra cui: spagnolo (El libro de Alicia, Planeta, 1997); tedesco (Vom glücklichsein - Das tagebuch der Alice, lett "Felicità - Il diario di Alice", Oberstebrink Verlag, 1997); portoghese (O livro de Alice, Editorial Presença, 1998). Nel 2019 sono iniziati i progetti per una trasposizione cinematografica dell'opera, intitolata Sono felice – da uno dei disegni della bambina, usato come copertina del libro – la quale è in corso di realizzazione. In seguito alla pubblicazione del volume, ad Alice Sturiale sono state dedicate cinque scuole: quattro in provincia di Firenze (Scandicci, Impruneta, Certaldo e Greve in Chianti) e una a Inzago, nella provincia di Milano. La città di Firenze, nella quale Alice viveva, ha invece intitolato alla bambina «Il giardino di Alice», un parco pubblico nel Quartiere 4, situato presso l'area di Ponte a Greve: tra le persone presenti alla cerimonia il padre di Alice, il sindaco Dario Nardella, e il presidente del consiglio regionale Eugenio Giani.

### Critica
A proposito dell'opera, il poeta Mario Luzi ha scritto nella rubrica Tuttolibri de La Stampa che essa contiene «ricordi, pensieri di una creatura in carrozzella ma mai disperata, poesie calibrate e senza retorica» dando vita a «pagine di una bellezza e limpidezza, grazia e ironia, quasi impensabili», concludendo che «in Alice c'è maturità, grazia e capacità d'espressione. È molto bello questo voler prendere a piene mani quello che la vita offre». Similmente, anche la scrittrice Susanna Tamaro ha espresso un forte apprezzamento per il volume: in una recensione per il settimanale Famiglia Cristiana afferma che «in ogni pagina, in ogni riga di Alice esplode incontenibile il sentimento luminoso della gioia», ringraziando di cuore i genitori della bambina perché «hanno capito fin dal primo istante il grande dono che era stato fatto loro e hanno saputo viverlo, e farlo vivere, con intelligenza e con passione per poi trasmettercelo, tramite questo piccolo libro, come la luce di un arcobaleno»; commentando invece alcune immagini di Alice da piccola presenti all'interno dell'opera, afferma che «si resta letteralmente folgorati, perché già a due, tre anni, dal suo sguardo e dal suo sorriso traspare una contagiosa allegria».
Rispondendo alla lettera di un lettore de La Repubblica incentrata sul fatto che essere disabili non significhi necessariamente essere infelici, la giornalista Barbara Palombelli afferma: «credo che quel piccolo libro diventerà un best-seller, sono sicura che sarà letto e amato da migliaia di persone "normali"»; in un lungo articolo sul Corriere della Sera, il giornalista Gianni Riotta scrive invece «il libro è splendido, [...] lettrici e lettori comuni si commuoveranno davanti al candore, alla sagacia, alla sorridente malizia di Alice. Che è una scrittrice formidabile» e sottolinea un particolare parallelo «come Anna Frank, circondata dai nazisti, Alice Sturiale fa della sua debolezza una forza. Come Anna Frank è ironica. Come Anna Frank ha il dono della scrittura. Scrive da artista, il suo talento naturale vi lascerà increduli. La scuola della sofferenza filtra in malinconia, in tanti racconti felici».
Alcune perplessità vennero espresse dalla pedagogista Egle Becchi, che in un'intervista per La Repubblica affermò di ritenere il libro «troppo felice», stupendosi di non trovare né dolore né sofferenza, e chiedendosi se sia stata eseguita una qualche sorta di censura sui testi della giovane autrice; nella dura lettera di risposta, intitolata «Sono soltanto vecchi pregiudizi», i genitori della bambina scrissero che «Non abbiamo censurato il dolore e la sofferenza negli scritti di Alice. Certo bisogna leggerli. [...] Nel libro c'è la gioia e il dolore come in ogni vicenda umana; non c'è l'infelicità (che è cosa diversa dalla sofferenza), perché Alice ha saputo accettare i propri limiti e, accettandoli, ha trovato la sua ricchezza». Non desiderando creare una polemica pubblica con i genitori della bambina, in seguito alla lettera di questi ultimi la pedagogista propose dunque una discussione privata.
Per analizzare a fondo l'argomento, il quotidiano ha richiesto anche i pareri dello psichiatra Giovanni Bollea, della filologa Maria Corti e dello scrittore Frediano Sessi, traduttore che aveva recentemente pubblicato una nuova edizione per Einaudi de Il diario di Anna Frank. Quest'ultimo, alla domanda se trovasse analogie tra i due volumi, rispose: «Direi di sì se ci limitiamo al piano della sensibilità: in entrambi i testi troviamo minore attenzione su di sé di quanta ve ne sia per il mondo esterno. Più compiuta nella Frank, abbozzata in Alice. Ma il parallelo finisce qui: la prigionia di Alice è il suo corpo, quella di Anna Frank è imposta dall'esterno. [...] Alice accusa chi non rispetta la sua condizione, [...] Anna denuncia la violenza dell'oppressione. Il paragone credo che danneggi entrambi i libri». Nel proprio discorso per l'iniziativa Ragazzi in aula del 1º giugno 1997, il presidente della Repubblica Oscar Luigi Scalfaro parlò di Alice come di «una bambina straordinaria che oggi non c'è più e che ha saputo, anche per mezzo di un libro, trasmettere ai suoi compagni e anche a noi adulti un grande messaggio di coraggio e vitalità».

## Edizioni
- Alice Sturiale, Il libro di Alice, Edizioni Polistampa, 1996,  p. 256.
- Alice Sturiale, Il libro di Alice, Rizzoli, 1997,  p. 264.